# Le Sex Rouge
Le Sex Rouge är en kulle i Schweiz. Den ligger i distriktet Riviera-Pays-d'Enhaut och kantonen Vaud, i den sydvästra delen av landet, 60 km söder om huvudstaden Bern. Toppen på Le Sex Rouge är 1 483 meter över havet.